# Турецкая телевизионная драма
Турецкая телевизионная драма (тур. televizyon dizileri) — драматические представления (сериалы), часто исторического содержания, обладающие определённой художественной ценностью, выпускаемые на  турецком телевидении. 
Телевизионная драма считается одним из важнейших экспортных продуктов Турции — как в культурном, так и в экономическом смысле. 
Только за 2012 год экспорт телевизионных драм принес Турции 130 млн долл.

## Распространенность
Турция производит около 60 телевизионных драм в год, в том числе для мужской, женской аудитории, острополитические (например, Ayrılık) и др.
Некоторые турецкие телевизионные драмы получили широкую популярность в мире (преимущественно в странах с мусульманским населением, включая некоторые страны Восточной Европы). В частности, историко-эпическая сага «Великолепный век» (Muhteşem Yüzyıl) имеет аудиторию в 200 млн человек и транслируется в 43 странах.
Турецкие телевизионные драмы особенно популярны в следующих странах:
- Турция
- Босния и Герцеговина[8]
- Косово[8]
- Македония[8]
- Болгария[9]
- Словакия[10]
- Греция[2]
- Египет[11]
- Саудовская Аравия[11]
- Афганистан
- Пакистан[12]
- Иран[13]

## Значение
Экспорт турецкой телевизионной драмы был назван главным фактором роста популярности турецкой культуры на Балканах и в арабских странах, а также важным фактором роста туристической привлекательности Турции. В соответствии с опросом, проведенным в 2012 году в шестнадцати ближневосточных странах, 75 % всех опрошенных знакомы с этим видом телевизионных передач.
По мнению некоторых исследователей, турецкая телевизионная драма играет важное значение в культурной либерализации арабских стран. Это объясняется тем, что в этих сериалах часто демонстрируются довольно либеральные (для арабских стран) нормы поведения, и такие нормы поведения транслируются для значительной части населения этих стран.
Популярность турецкой телевизионной драмы как социального феномена исследовалась в академических работах.

## Некоторые популярные турецкие телевизионные драмы
- Великолепный век
- Запретная любовь
- Иффет
- Королёк — птичка певчая
- Королёк - птичка певчая
- Любовь и наказание
- Назвала я её Фериха
- Сыла. Возвращение домой
- Тысяча и одна ночь (телесериал)
- Вишневый сезон
- В чем вина Фатмагюль?
- Кузей-Гуней
- Курт Сеит и Александра
- Чёрная роза
- Обиженные цветы
- Новая невеста
- Запретный плод.
- Война роз
- Судьбы сестёр
- Бесценное время
- Однажды в Чукурова
- Мама
- Повсюду ты
- Чёрная любовь
- Госпожа Фазиле и её дочери
- Ранняя пташка
- Это моя жизнь
- Вдребезги, или осколки
- Квартира невинных
- Дочери Гюнеш
- Горькая любовь
- Моя Родина - Это Ты
- Легенда
- Азиз
- Мерьем
- Великолепный век. Имерия Кёсем
- Это моя жизнь